# Nairi

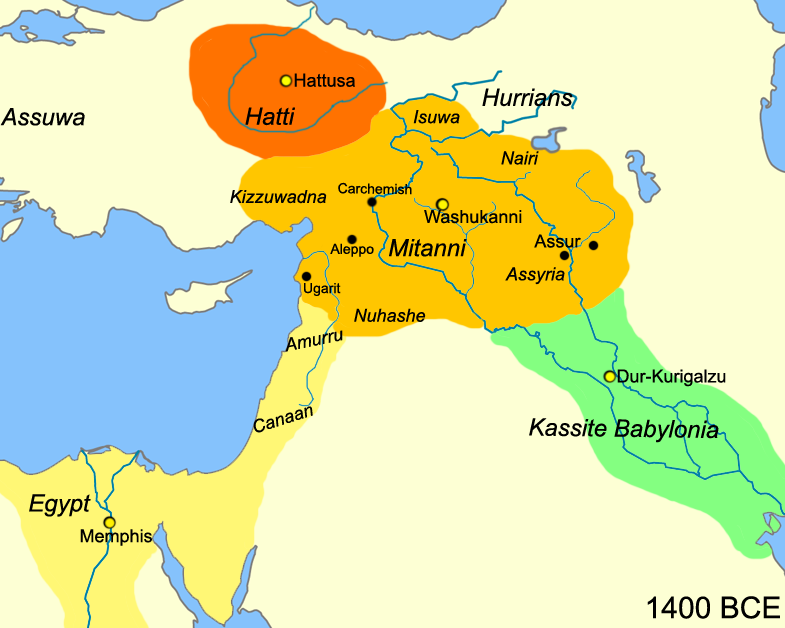
Mapa do Oriente Próximo por volta de 1400 a.C.

Nairi (armênio: Նայիրի in OTA ou Նաիրի na ORA) é a palavra assíria rios, dado na Idade do Bronze à Idade do Ferro (XIII ao X século a.C.) para a nação que corresponde ao território do antigo reino de Urartu, localizado em torno do lago de Vã, onde agora é a Anatólia oriental (entre Cacari e Dersim), sudeste da Turquia.
Os armênio Nairis eram considerados uma força suficientemente fortes para enfrentar os assírios e os hititas. Esta nação foi mencionada primeira pelos assírios no século XIII a.C. como '"Nairi" ("terra dos rios", em assírio)
Os Nairis lutaram contra as incursões vindas do sul dos assírios e mais tarde, pela unidade de Urartu. Os nomes das 23 terras dos Nairis são lembradas por Tiglate-Pileser II (século X a.C.), tendo como ponto ao sul Tumme, a sudoeste o Lago Úrmia, e a nordeste Dayaenu.
Eles podem ter sido uma tribo armênio, relatados como contemporâneos dos Mitani. Os egípcios se referiam a eles como os Mitani Naharin.